# Javier Sada Anguera
Javier Sada Anguera (San Sebastián 1943) es un escritor e historiador de la ciudad de San Sebastián (España).
Su amplia iconografía de libros, artículos, conferencias y artículos periodísticos son una fuente imprescindible de conocimiento sobre la historia de San Sebastián.
El Ayuntamiento de San Sebastián le honró con la concesión de la medalla al mérito ciudadano en el año 1987.

## Biografía y trayectoria profesional
Nació en San Sebastián, provincia de Guipúzcoa,  en 1943.
Entre 1966 y 1996 fue el responsable de festejos y actividades culturales de la ciudad en el Ayuntamiento de San Sebastián a través del Centro de Atracción y Turismo.
Ha sido colaborador durante más de cincuenta años de los distintos medios informativos de la ciudad: radio, prensa escrita y televisión así como en innumerables revistas, folletos, programas, etc.
Ha  publicado unos cuatro mil artículos sobre la ciudad de San Sebastián y ha pronunciado varios miles de conferencias sobre temas donostiarras en distintos escenarios de la ciudad, también a nivel estatal y  europeo.
Es autor de setenta libros sobre temas donostiarras y ha  colaborado en más de 30 publicaciones conjuntamente con otros escritores.

## Distinciones y homenajes
Son múltiples las distinciones recibidas siendo, quizás las más destacadas las siguientes:
- 1987. Medalla al mérito ciudadano, otorgada por el Ayuntamiento de San Sebastián.[2]

- 1992. Placa de agradecimiento  de la  Diputación Foral de Guipúzcoa, por su colaboración en trabajos dedicados a promocionar la provincia.

- 2005 . "Festara de honor" de la Sociedad Gaztelubide.[3]

- 2012. Amigo de honor  de la Asociación de Amigos del Museo de San Telmo.[4]

- 2016.  Diploma Miguel de Cervantes del Ministerio de Defensa Español.